# 서대석
서대석(徐大錫, 1961년 6월 26일, 전라남도 광양 ~ )은 대한민국의 정치인이다. 노무현 대통령의 비서관을 지냈다. 제24대 광주광역시 서구청장이다. 서영석 현 경기 부천시 갑 더불어민주당 국회의원이 그의 동생이다.

## 학력
- 1961년 6월 26일 전남 광양 출생
- 1973년 옥룡국민학교 졸업
- 1976년 광양옥룡중학교 졸업
- 1979년 순천고등학교 졸업
- 1986년 전남대학교 독어독문학과
- 1994년 중앙대학교 지역사회개발학 석사

## 경력

### 참여정부 관련 경력
- 2004년 대통령비서실 국정과제위원회 행정관
- 2005년 대통령비서실 인사수석실 인사관리 행정관
- 2006년 대통령비서실 인사수석실 행정관
- 2007년 대통령비서실 시민사회수석실 사회조정3비서관
- 2009년 광주전남 참여정부평가포럼 공동대표
- 2010년 ~ 노무현시민학교 운영위원

정당 및 국회 관련 경력
- 1990년 평화민주당 국회 5.18광주민주화운동진상조사특위 실무위원
- 1996년 국회의원 비서관
- 1997년 광주광역시 서구의회 전문위원
- 2000년 국회의원 비서관
- 2002년 새천년민주당 광주시지부 사무처장
- 2003년 개혁국민정당 광주 서구지구당 위원장
- 2006년 열린우리당 특임위원

시민사회 활동 관련 경력
- 1980년 광주 들불야학 강학, 5.18광주민중항쟁으로 구속
- 1989년 5.18광주민중항쟁동지회 사무국장
- 2008년 전남대학교총동창회 부회장
- 2008년 전남대병원 상임감사
- 2008년 좋은시장학교 제1기 수료(희망제작소 주관)
- 2010년 ~ (사)광주청소년서포터스 이사
- 2010년 ~ 광주광역시 서구 장애인협회 이사
- 2010년 ~ 우리겨레하나되기광주전남본부 공동대표
- 2010년 ~ 광덕고등학교 운영위원
- 2010년 ~ (사)들불기념사업회 기금확충위원장
- 2010년 ~ (사)자전거사랑전국연합회 광주본부장

## 범죄전력
- 도로교통법위반: 벌금 100만원 - 1996년 12월 3일 선고[1]
- 도로교통법위반: 벌금 300만원 - 1998년 6월 5일 선고[1]
- 교통사고처리특례법위반, 도로교통법위반(음주운전): 벌금 300만원 - 2000년 6월 16일 선고[1]

### 변호사법 위반
2015년 9∼12월 광주환경공단이 발주한 하수처리 장치 사업에 설명회와 실험을 하게 해주겠다며 특수 재활용업체 대표로부터 800만 원을 받고, 승진 인사 청탁 명목으로 시청 6급 공무원에게 200만 원을 받은 혐의(변호사법 위반)로 2019년 6월 21일 기소되었다. 2020년 8월 12일 광주지법(형사10단독 김동관 판사)에서 열린 1심에서 징역 6개월에 집행유예 2년, 추징금 1000만 원을 선고받았다. 2021년 7월 13일 광주지법(형사3부 재판장 김태호)에서 열린 2심에서 벌금 1000만 원, 추징금 1000만 원으로 감형되었다. 검찰이 상고하지 않아 형이 확정되어 구청장직을 유지하게 되었다.

## 수상
- 5.18광주민주유공자
- 대통령비서실장 표창(06년)

## 저서
- 광주민중항쟁(이해찬,정상용,유시민,서대석 등 공저)

## 역대 선거 결과
|  | 18.96% |

|  | 10.96% |

|  | 35.38% |

|  | 0% |

|  | 66.61% |

|  | 34.98% |

## 가족 관계
- 서영석(동생, 약사, 현 제22대 경기 부천시 갑 더불어민주당 국회의원, 전 제21대 경기 부천시 정 더불어민주당 국회의원, 전 제9대 경기도의회 의원, 제2-4대 경기 부천시의회 의원)